# Universitat del Treball de l'Uruguai
La Universitat del Treball de l'Uruguai (UTU) (castellà: Universidad del Trabajo del Uruguay), també coneguda com a Consell d'Educació Tècnico Professional, és una institució d'ensenyament secundari i terciari pública de l'Uruguai amb diferents centres distribuïts per tota la geografia del país.
La UTU té com a principal objectiu l'aprenentatge de tasques científiques, tècniques i tecnològiques en concordança amb els alineaments estratègics nacionals quant al factor social i productiu. Un altre objectiu d'aquesta institució és la inserció laboral immediata.
La universitat dicta els tres primers anys del cicle bàsic d'educació secundària, i després de culminat el cicle bàsic i tenir més de 15 anys l'alumne pot optar per fer algun ofici.